# Prasinocyma angolica
Prasinocyma angolica là một loài bướm đêm trong họ Geometridae.